# Temporada 1993 del fútbol colombiano
La Temporada 1993 del fútbol colombiano abarcó todas las actividades relativas a campeonatos de fútbol profesional, nacionales e internacionales, disputados por clubes colombianos, y por las selecciones nacionales de este país, en sus diversas categorías.

## Torneos locales

### Categoría Primera A
|                            |
| Bandera de Colombia        |
| Campeón Junior 3.er título |

#### Tabla de reclasificación
En la tabla de reclasificación se lleva a cabo la sumatoria de puntos de los clubes en todos los partidos del campeonato de primera división (incluyendo fases finales)—. En la misma se expresan los equipos clasificados de Colombia a los torneos internacionales de Conmebol para el siguiente año. Los cupos a torneos internacionales se distribuyeron de la siguiente manera:
- Copa Libertadores: Colombia 1 correspondió al campeón del Campeonato colombiano 1993 y Colombia 2 al subcampeón del Campeonato colombiano 1993, iniciando ambos su participación desde la Fase de grupos.[3]
- Supercopa Sudamericana: Atlético Nacional clasifica automáticamente por haber sido campeón de la Copa Libertadores 1989.

En esta tabla no se toman en cuenta los puntos de bonificación ya que ellos solo aplicaban para los Cuadrangulares Semifinales.
| Pos. | Equipo                 | Pts. | PJ | G  | E  | P  | GF  | GC  | Dif. |  |
| ---- | ---------------------- | ---- | -- | -- | -- | -- | --- | --- | ---- |  |
| 1    | Junior (C)             | 70   | 56 | 29 | 12 | 15 | 106 | 81  | +25  |  |
| 2    | Independiente Medellín | 68   | 56 | 26 | 16 | 14 | 120 | 111 | +9   |  |
| 3    | América de Cali        | 61   | 56 | 21 | 19 | 16 | 90  | 70  | +20  |  |
| 4    | Atlético Nacional      | 58   | 56 | 22 | 14 | 20 | 87  | 79  | +8   |  |
| 5    | Once Caldas            | 53   | 50 | 18 | 17 | 15 | 69  | 64  | +5   |  |
| 6    | Millonarios            | 52   | 50 | 18 | 16 | 16 | 60  | 55  | +5   |  |
| 7    | Deportivo Cali         | 52   | 50 | 17 | 18 | 15 | 70  | 69  | +1   |  |
| 8    | Atlético Bucaramanga   | 51   | 50 | 18 | 15 | 17 | 62  | 65  | −3   |  |
| 9    | Envigado F. C.         | 45   | 44 | 14 | 17 | 13 | 49  | 47  | +2   |  |
| 10   | Deportivo Pereira      | 43   | 44 | 14 | 15 | 15 | 49  | 57  | −8   |  |
| 11   | Atlético Huila         | 42   | 44 | 13 | 16 | 15 | 52  | 57  | −5   |  |
| 12   | Unión Magdalena        | 39   | 44 | 15 | 9  | 20 | 54  | 64  | −10  |  |
| 13   | Deportes Quindío       | 37   | 44 | 12 | 13 | 19 | 57  | 58  | −1   |  |
| 14   | Santa Fe               | 37   | 44 | 11 | 15 | 18 | 64  | 70  | −6   |  |
| 15   | Cúcuta Deportivo       | 35   | 41 | 12 | 11 | 18 | 50  | 72  | −22  |  |
| 16   | Deportes Tolima (D)    | 33   | 44 | 10 | 13 | 21 | 44  | 68  | −24  |  |

 Fuente: Rsssf
|  | Club clasificado a la Copa Libertadores 1994      |
|  | Club clasificado a la Supercopa Sudamericana 1994 |

| (C) | Campeón del Campeonato colombiano 1993. |
| (D) | Descendido a la Primera B 1994.         |

##### Representantes en competición internacional
| Clasificado como | Copa Libertadores 1994 | Supercopa Sudamericana 1994 |
| ---------------- | ---------------------- | --------------------------- |
| Colombia 1       | Junior                 | Atlético Nacional           |
| Colombia 2       | Independiente Medellín |                             |

##### Cambios de categoría al final de temporada
|  | Deportes Tolima |

|  | Cortuluá |

### Categoría Primera B
|                              |
| Bandera de Colombia          |
| Campeón Cortuluá 1.er título |

### Torneos de carácter aficionado

#### Categoría Primera C
Tras no disputarse en 1992, en esta temporada regresó el campeonato de la tercera categoría en el fútbol colombiano.
|                                         |
| Bandera de Colombia                     |
| Campeón Unión Magdalena "B" 1.er título |

## Torneos internacionales

### Copa Libertadores
| Equipo            | Fase final       | Pts. | PJ | PG | PE | PP | GF | GC | Dif. | Rend.   |
| ----------------- | ---------------- | ---- | -- | -- | -- | -- | -- | -- | ---- | ------- |
| América de Cali   | Semifinal        | 16   | 12 | 6  | 4  | 3  | 26 | 22 | +4   | 66.67 % |
| Atlético Nacional | Octavos de final | 9    | 8  | 4  | 1  | 3  | 12 | 13 | -1   | 56.25 % |

### Supercopa Sudamericana
| Equipo            | Fase final | Pts. | PJ | PG | PE | PP | GF | GC | Dif. | Rend.   |
| ----------------- | ---------- | ---- | -- | -- | -- | -- | -- | -- | ---- | ------- |
| Atlético Nacional | Semifinal  | 10   | 6  | 4  | 1  | 1  | 5  | 2  | +3   | 83.33 % |

## Selección nacional masculina

### Mayores
| Fecha           | Lugar                                                         | Rival          | Marcador           | Competencia                                | Goles de Colombia                                                               |
| --------------- | ------------------------------------------------------------- | -------------- | ------------------ | ------------------------------------------ | ------------------------------------------------------------------------------- |
| 24 de febrero   | Polideportivo de Pueblo Nuevo San Cristóbal, Venezuela        | Venezuela      | 0 : 0              | Amistoso internacional                     | Sin goles                                                                       |
| 31 de marzo     | Estadio Atanasio Girardot Medellín, Colombia                  | Costa Rica     | 4 : 1              | Amistoso internacional                     | 31' 53' Adolfo Valencia · 37' Antony de Ávila · 75' Víctor Pacheco              |
| 8 de mayo       | Miami Orange Bowl Miami, Estados Unidos                       | Estados Unidos | 2 : 1              | Amistoso internacional                     | Adolfo Valencia · Alexis García                                                 |
| 21 de mayo      | Estadio Nemesio Camacho El Campín Bogotá, Colombia            | Venezuela      | 1 : 1              | Amistoso internacional                     | Alexis García                                                                   |
| 30 de mayo      | Estadio Nacional de Chile Santiago, Chile                     | Chile          | 1 : 1              | Amistoso internacional                     | 68' Víctor Hugo Aristizábal                                                     |
| 6 de junio      | Estadio Nemesio Camacho El Campín Bogotá, Colombia            | Chile          | 1 : 0              | Amistoso internacional                     | 51' Faustino Asprilla                                                           |
| 10 de junio     | Estadio Pierre Aliker Fort-de-France, Martinica               | Francia        | 3 : 1              | Amistoso internacional                     | Adolfo Valencia                                                                 |
| 16 de junio     | Estadio 9 de Mayo Machala, Ecuador                            | México         | 2 : 1              | Copa América                               | 35' Adolfo Valencia · 87' Víctor Hugo Aristizábal                               |
| 20 de junio     | Estadio 9 de Mayo Machala, Ecuador                            | Bolivia        | 1 : 1              | Copa América                               | 18' (pen.) Orlando Maturana                                                     |
| 23 de junio     | Estadio Monumental Guayaquil, Ecuador                         | Argentina      | 1 : 1              | Copa América                               | 5' Freddy Rincón                                                                |
| 26 de junio     | Estadio Monumental Guayaquil, Ecuador                         | Uruguay        | 1 : 1 (5 : 3 pen.) | Copa América                               | 88' Luis Carlos Perea                                                           |
| 1 de julio      | Estadio Monumental Guayaquil, Ecuador                         | Argentina      | 0 : 0 (5 : 6 pen.) | Copa América                               | Sin goles                                                                       |
| 3 de julio      | Estadio Reales Tamarindos Portoviejo, Ecuador                 | Ecuador        | 1 : 0              | Copa América                               | Adolfo Valencia 86'                                                             |
| 1 de agosto     | Estadio Metropolitano Roberto Meléndez Barranquilla, Colombia | Paraguay       | 0 : 0              | Clasificación para la Copa Mundial de 1994 | Sin goles                                                                       |
| 8 de agosto     | Estadio Nacional Lima, Perú                                   | Perú           | 1 : 0              | Clasificación para la Copa Mundial de 1994 | 45' Freddy Rincón                                                               |
| 15 de agosto    | Estadio Metropolitano Roberto Meléndez Barranquilla, Colombia | Argentina      | 2 : 1              | Clasificación para la Copa Mundial de 1994 | 2' Iván Valenciano · 52' Adolfo Valencia                                        |
| 22 de agosto    | Estadio Defensores del Chaco Asunción, Paraguay               | Paraguay       | 1 : 1              | Clasificación para la Copa Mundial de 1994 | 22' Freddy Rincón                                                               |
| 29 de agosto    | Estadio Metropolitano Roberto Meléndez Barranquilla, Colombia | Perú           | 4 : 0              | Clasificación para la Copa Mundial de 1994 | 30' Iván Valenciano · 45' Freddy Rincón · 66' Alexis Mendoza · 76' Wilson Pérez |
| 5 de septiembre | Estadio Monumental Buenos Aires, Argentina                    | Argentina      | 5 : 0              | Clasificación para la Copa Mundial de 1994 | 41' 74'Freddy Rincón · 50' 75' Faustino Asprilla · 85'Adolfo Valencia           |